# Рајо (Флорида)
Рајо (енгл. Rio) насељено је место без административног статуса у америчкој савезној држави Флорида.

## Демографија
По попису из 2010. године број становника је 965, што је 63 (-6,1%) становника мање него 2000. године.
| Група             | 2000.       | 2010.       |
| Белци             | 992 (96,5%) | 908 (94,1%) |
| Афроамериканци    | 5 (0,5%)    | 3 (0,3%)    |
| Азијати           | 4 (0,4%)    | 5 (0,5%)    |
| Хиспаноамериканци | 18 (1,8%)   | 31 (3,2%)   |
| Укупно            | 1.028       | 965         |